# Esko Järvinen
Esko Järvinen   (Lahti, 15 de desembre de 1907 - Hèlsinki, 7 de març de 1976) va ser un esquiador finlandès, especialista en combinada nòrdica i patrulla militar, que va competir durant les dècades de 1920 i 1930. Era germà de l'atleta Erkki Järvinen.
El 1928 va prendre part en els Jocs Olímpics de Sankt Moritz i fou l'encarregat de dur la bandera de Finlàndia en la cerimònia inaugural. Fou cinquè en la prova de la combinada nòrdica i vint-i-dosè en la del salt amb esquís. Fou segon en la prova de patrulla militar, esport de demostració en aquesta edició dels Jocs.
En el seu palmarès destaca una medalla de bronze al Campionat del Món d'esquí nòrdic de 1929.